# 包圍天水圍警署及煙花襲擊事件
包圍天水圍警署及煙花襲擊事件是一次於2019年7月30日晚上到31日凌晨於香港新界天水圍警署發生的群眾集會及襲擊事件。事源警方於7月30日晚上處理天秀路「連儂牆」發生的糾紛，有一名中年漢聲稱被3名青年襲擊。警方到場後拘捕3名稱在「連儂牆」撿垃圾和清潔的年輕人。其中一名被捕人士報稱不適，到醫院治療後獲保釋。隨後大批市民到天水圍警署門外聚集，抗議警方無理拘捕3名青年，要求警方釋放青年人，警署落閘，有警員在閘外與包圍者交涉，雙方曾以中指互相指罵。至凌晨近2時，其中兩名年輕人獲保釋，由親友陪同下離開。但包圍的人群仍未散去。凌晨兩點半，一部黑色私家車沿天耀路南行發射近10枚煙花，襲擊包圍警署外的人群、警署及天盛商場外牆，11人受傷。到凌晨約4時，人群陸續離開。截至8月15日，警方以涉嫌非法燃放煙花爆竹及行使虛假文書拘捕3人。

## 起因
7月30日9時許，3名年輕人與一名中年漢在天秀路「連儂牆」因事起爭執，其後有肢體衝突，警方拘捕3名年輕人。3名年輕人聲稱到「連儂牆」撿垃圾和清潔 ，其間中年漢稱被其中一名年輕人襲擊，雙方遂起爭執，中年漢報警。至少9輛衝鋒車到場，警員築起人牆，並帶走3名涉事年輕人到天水圍警署。

## 經過

### 包圍天水圍警署

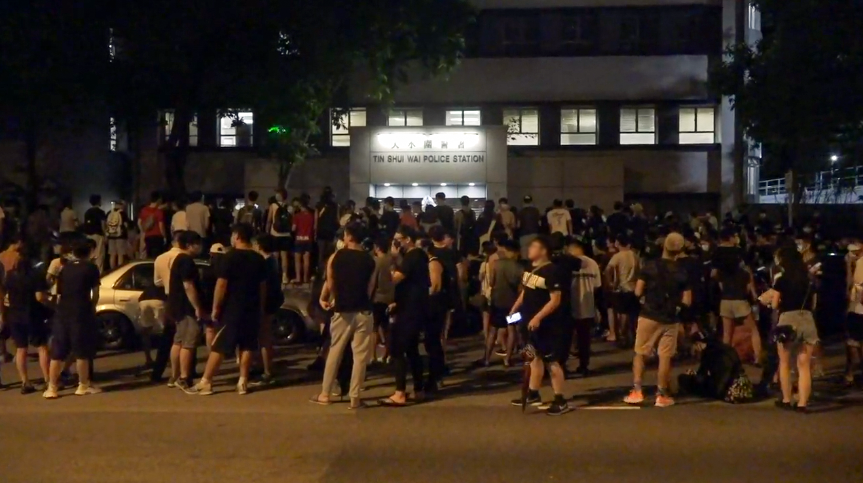
天水圍警署外有大批市民包圍

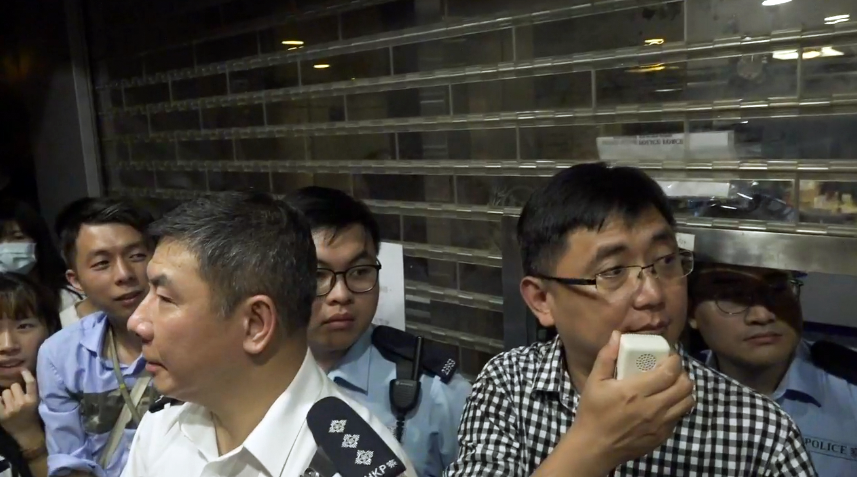
天水圍分區助理指揮官麥子強（左）和建制派區議員周永勤與包圍者交涉

2019年7月30日，於天秀路「連儂牆」，有數名青年協助清理地上的垃圾，期間有一個中年男子與青年發生爭執，警方到場後卻聽從中年男子所報稱，只拘捕整理連儂牆的兩名青年，引起在現場的大批市民感到不滿，號召市民包圍警署，要求警方釋放3名年輕人。由於到場聚集人數越來越多，警員即時落閘。數百名市民在警署門外高叫「釋放被捕人士」、「光復香港，時代革命」等口號。
約兩點左右，現場消息指其中兩名年輕人獲保釋，由親友陪同下離開，另外一名報稱不適的年輕人，到醫院治療後亦獲保釋。隨後天水圍警署警員向包圍群眾解釋事件，指3名人涉普通襲擊被捕，已獲律師、社工等協助，在凌晨保釋外出，未有落案檢控，呼籲包圍群眾盡快離開。但仍然有市民繼續留在現場。天水圍分區警署助理指揮官麥子強解釋期間，疑與市民爭執，雙方一度互舉中指指罵。

### 私家車發射煙花襲擊群眾及警署

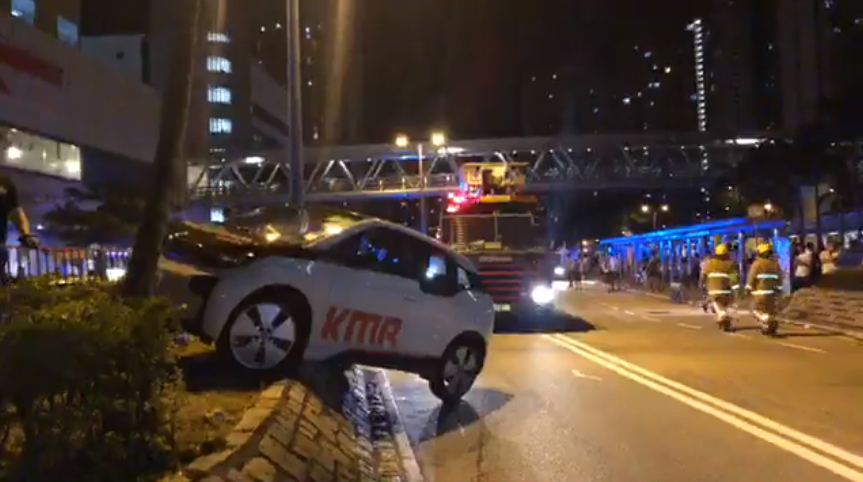
煙花襲擊後，九巴外勤車失控剷上石壆花槽

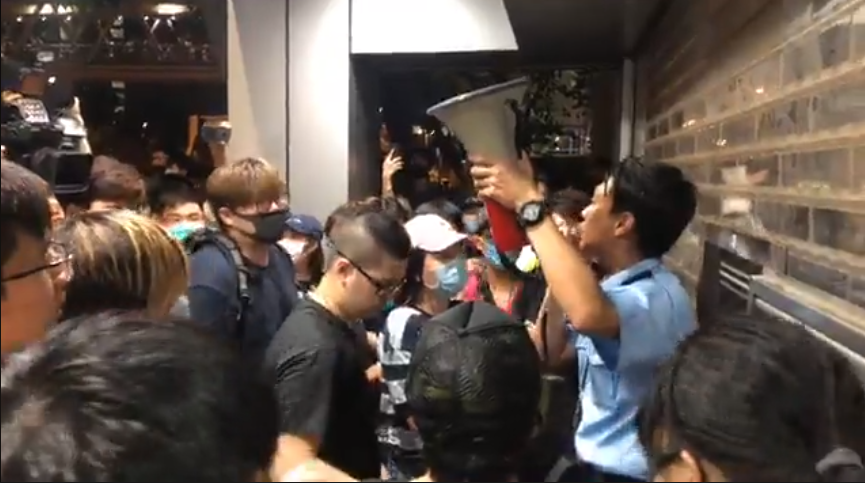
示威者到警署入口，要求警方調查發射煙花事件

至31日凌晨2時半，有一部黑色私家車沿天耀路南行行駛，突然向天水圍警署方向發射超過10枚煙花，歷時15秒，傳出多下爆炸聲，之後黑色私家車絕塵而去駛離現場。煙花射中天水圍警署外牆、包圍警署的群眾及天盛商場外牆和地下。在場群眾即時閃避散開，多人被煙花擊中受傷，警員在煙花襲擊後走出警署了解現場情況，勸喻在場人士先讓警方處理救援工作。而消防處則派遣多部救護車及流動傷者治療車到場設立救護站，分流治療受傷市民。有傷者表示被煙花擊中手及頸，感到耳鳴和灼傷。煙花襲擊造成7人受傷，其中5人經包紮後需送院治理。
另外，煙花襲擊之後停泊在路邊的車輛駛離現場時，一部停在路邊的白色私家車疑因情況危急，「抽頭」後撞到正在外線行駛的九巴外勤車，九巴外勤車失控剷上石壆花槽。白色私家車及九巴外勤車的司機及乘客共4人均受輕傷，需送院治理。
警署警員及爆炸品處理課警員到場搜證調查發射煙花事件，群眾讓出地方供警員調查，現場地面留下疑似煙花彈殼。凌晨約4時，示威者陸續離開。警方將案件列襲擊致造成實際身體傷害、 行使虛假文書、車內盜竊、非法燃放煙花爆竹，交由元朗警區重案組跟進。

### 施襲車輛疑套假車牌
襲擊發生後，有記者及網民根據施襲車輛的車牌，查閱該車牌的「車輛登記細節證明書」，發現施襲車輛型號與車牌登記型號並不吻合，登記車輛的型號為日產Prairie 2.0 CVT SR 七人車，而涉事的車輛為深藍色的凌志四門私家車，疑有套假車牌之嫌。